# 岩波茂雄

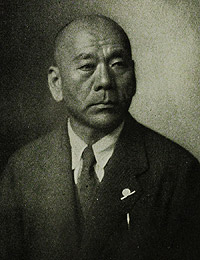
岩波茂雄

岩波 茂雄（いわなみ しげお、1881年〈明治14年〉8月27日 - 1946年〈昭和21年〉4月25日）は、日本の出版人、岩波書店創業者。貴族院多額納税者議員。
次男の岩波雄二郎は岩波書店・二代目社長。孫の岩波律子は岩波ホール支配人。次女小百合は岩波書店会長の小林勇の妻。

## 経歴
長野県諏訪郡中洲村（現在の諏訪市中洲）の農家に生まれる。父義質は村の助役をしていた。
尋常小学校、高等小学校をへて、1895年（明治28年）に旧制諏訪実科中学校（現・諏訪清陵高）へ入学。在学中に父が病死し、戸主となる。母を助け農業をしていたが1899年に上京し、杉浦重剛を慕い、日本中学に入学。母が学資を仕送りしてくれた。ある時母親が上京すると茂雄は東京見物をさせようと思うも母は用事が済むとさっさと帰郷してしまった。息子を勉強させたいばかりに働いたのだという。翌年に卒業。
1901年（明治34年）、第一高等学校に入学する。ボート部で活躍するが、2年になる頃から人生問題に悩むようになる。この頃には内村鑑三の影響を受けており、また、東京本郷で求道学舎を主宰していた真宗大谷派僧侶の近角常観のもとを訪れ、近角から著書『信仰の餘瀝』を渡される。1903年5月、藤村操（1学年下）が「巌頭之感」を遺して自殺したことに大きな衝撃を受ける。試験を放棄したため落第し、夏休みの約40日間、茂雄は哲学書等を携えて野尻湖の弁天島に1人で篭もることがあった。この間に自殺を心配した母親が島を訪れたこともあり、学校を続けることを決意する。翌1904年も試験放棄のため落第し、高校を中退する。再起して1905年、東京帝国大学哲学科選科に入学。1906年には結婚。
大学選科修了後、神田高等女学校（現在の神田女学園）に奉職するも教師としての自信を喪失し退職。1913年（大正2年）、神田区南神保町に古本業岩波書店を開く。破格の正札販売を実施、古書店から出発し、夏目漱石の知遇を得て1914年には「こゝろ」を出版。これは自費出版であったが、岩波書店の処女出版と位置付けられる。漱石没後は安倍能成らと「漱石全集」を刊行した。
『思想』（1921年）『科学』（1931年）『文化』（1934年）などの雑誌や、1927年（昭和2年）には「岩波文庫」を創刊。日中戦争について「日本はしなくてもいい戦争をしている」と日本軍に対して批判的な立場から活動を展開していた。これによって軍部の圧力をかけられるようになる。
1940年には学徒及び篤学の学者、研究者を援助する目的で財団法人「風樹会」を設立。同年、津田左右吉の著作『古事記及日本書紀の研究』他4点が発禁処分となった事件では発行元として、
津田と共に出版法違反で東京地方検事局の取り調べを受け、3月8日に起訴、不拘束のまま予審に回附された。
1942年に有罪判決、上告中の1944年免訴となる。また美濃部達吉の天皇機関説を支持する投稿を朝日新聞に行ったが、同紙が不掲載としたため、朝日は意気地なしだ、と批判した。
1945年3月に貴族院多額納税者議員に互選、同年4月4日に任命されるが、それから6ヶ月後に脳出血で倒れる。翌年には雑誌『世界』が創刊され、文化勲章も受けるが、同年に静岡県熱海市で死去。64歳。戒名は文猷院剛堂宗茂居士。墓所は鎌倉・東慶寺。

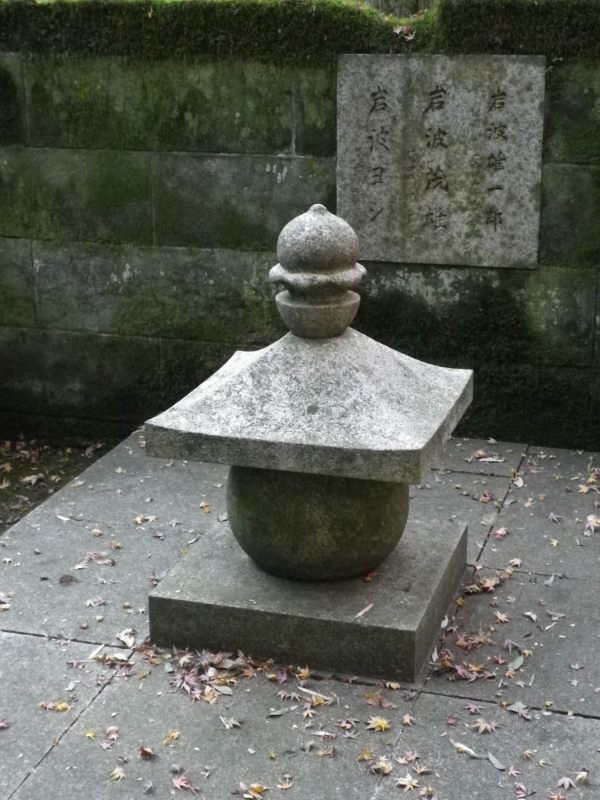
岩波茂雄の墓

故郷にある諏訪市立信州風樹文庫に岩波書店が出版する図書を、1947年出版分以降、すべて所蔵。岩波昭彦筆日本画「岩波茂雄先生像」も収蔵。

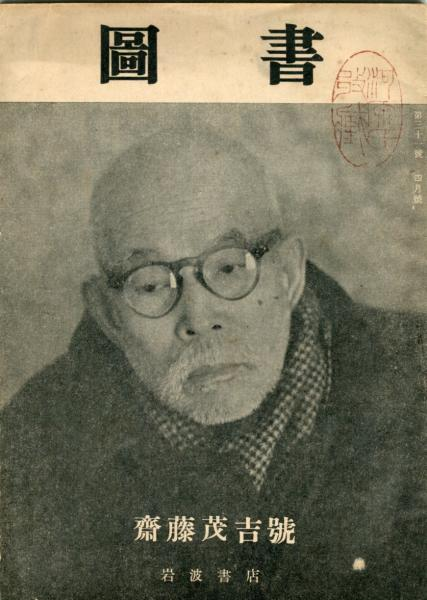
岩波書店『圖書』1952年(昭和27年)4月號、齋藤茂吉號表紙

## 略歴
- 1913年8月5日：岩波書店創業[10]。
- 1914年9月20日：夏目漱石の「こころ」を出版[11]（岩波書店の処女出版）。
- 1921年10月1日：「思想」創刊[12]。
- 1927年7月10日：岩波文庫創刊[13]。
- 1933年12月10日：岩波全書創刊[14]。
- 1938年11月20日：岩波新書創刊[15]。
- 1945年3月27日：貴族院議員[16]。
- 1946年2月11日：文化勲章を受章[17]。
- 1946年4月25日：逝去[17]。

## 評伝
- 村上一郎 『岩波茂雄』（砂子屋書房、1982年）
  - 『岩波茂雄と出版文化　近代日本の教養主義』（講談社学術文庫、2013年）。解説竹内洋
- 十重田裕一 『岩波茂雄　低く暮らし、高く想ふ』（ミネルヴァ書房〈ミネルヴァ日本評伝選〉、2013年）
- 中島岳志 『岩波茂雄　リベラル・ナショナリストの肖像』（岩波書店、2013年）

## 作品
- 読書子に寄す - 岩波文庫発刊に際して（青空文庫）
- 『岩波茂雄　茂雄遺文抄』「人間の記録」日本図書センター、1998年。現行仮名表記 - 以下は新版
- 佐藤義亮・野間清治・岩波茂雄『出版巨人創業物語』書肆心水、2005年
- 『岩波茂雄文集』（全3巻、植田康夫・紅野謙介・十重田裕一編）、岩波書店、2017年

各・1898年～1935年、1936年～1941年、1942年～1946年に著述。